# Rakı
Il raki (in turco rakı, AFI: [ɾaˈkɯ]  in turco ottomano راقی?) è una bevanda spiritosa all'anice turca, ottenuta da un distillato a base di mais, o patate, oppure uva o prugne, aromatizzato con anice e menta. Si presenta come un liquido incolore con una gradazione alcolica minima del 40%. Il sapore è simile all'ouzo greco.
L'omonima grappa bianca greca e albanese è invece un distillato puro di vinaccia ad alta gradazione alcolica.

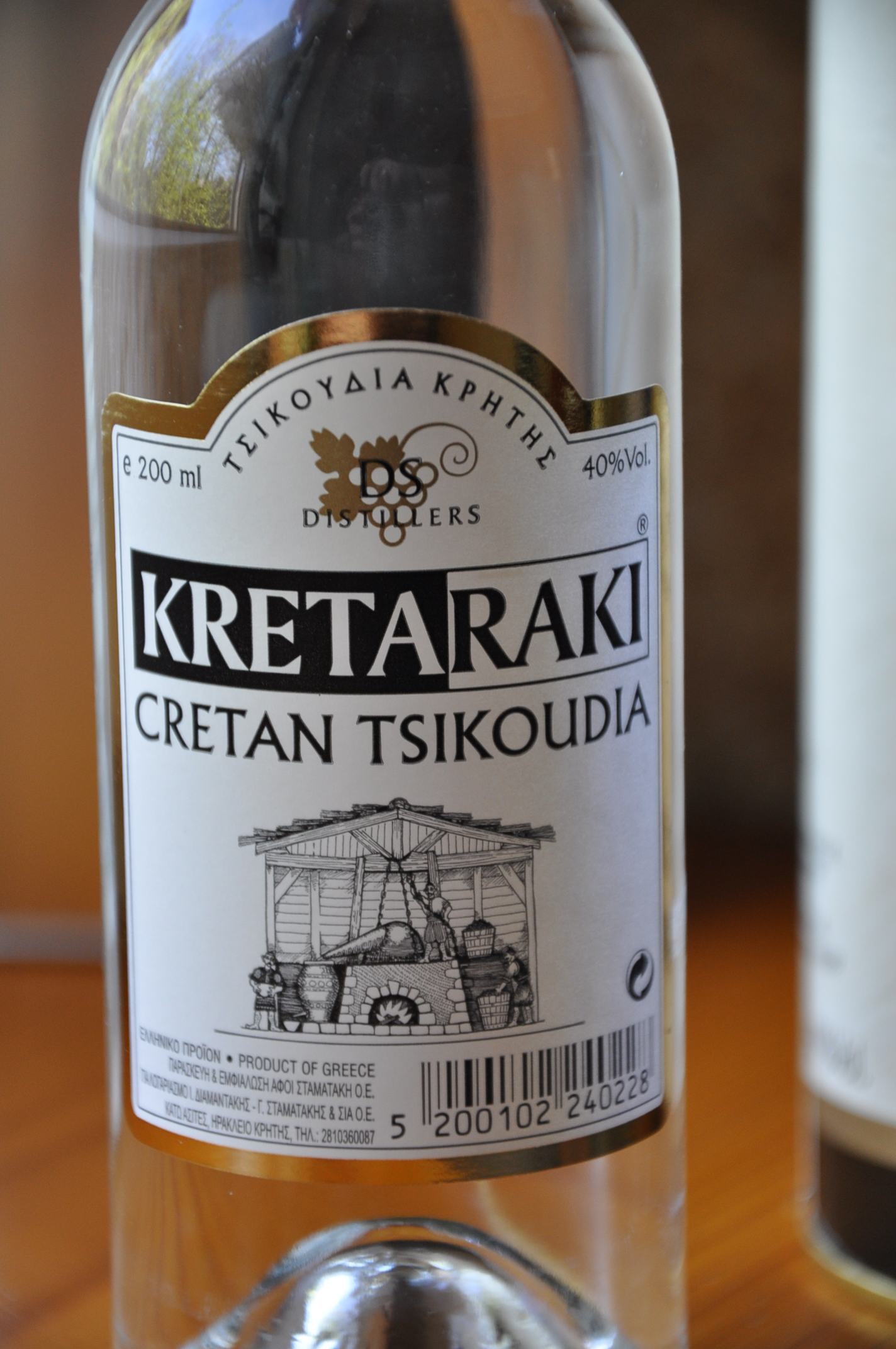
Bottiglia di rakı greco

Nel suo paese, dove viene chiamato anche in turco aslan sütü, "latte di leone", il rakı è talvolta considerato la bevanda nazionale, anche se nel 2013 il primo ministro Recep Tayyip Erdoğan annunciò, in linea con le leggi introdotte per limitare la vendita di alcolici, che la bevanda nazionale turca sarebbe dovuta divenire l'ayran, rinfrescante derivato dello yogurt. Essendo la Turchia un paese per la stragrande maggioranza musulmano, circa l'83% dei turchi è astemio e buona parte dei laici si astengono dal consumo di bevande alcoliche durante il Ramadan.

## Storia del raki turco
Il raki turco fu prodotto per la prima volta nel XVII secolo seguendo i processi di distillazione iniziati nel mondo arabo ed assunse il proprio sapore caratteristico con l'aggiunta di anice. Il famoso viaggiatore turco Evliya Çelebi, in un libro del 1630, tra gli artigiani di Istanbul, menziona già i produttori di raki; descrive la bevanda come altamente tossica e peccaminosa e gli osti che la vendevano come maleducati e biasimevoli. A quel tempo la città contava 100 negozi e laboratori di produzione e vendita che davano lavoro a 300 persone. Tra i vari tipi di raki descritti da Çelebi vi sono il vino di raki, il raki alla banana, alla senape, al tiglio, alla cannella, ai chiodi di garofano, al melograno e all'anice.
Inizialmente il raki veniva prodotto con i residui dell'uva dopo aver fatto il vino (vinacce). Quando i residui divennero insufficienti, si iniziò ad importare alcolici dall'estero e ad aromatizzarli con anice, il che durò fino alla prima guerra mondiale. Successivamente la produzione aumentò e furono utilizzati uva passa, fichi secchi e more. I migliori raki di quel periodo erano quelli all'anice con le uvette senza semi di Çeşme. Quando gli alcolici furono dichiarati illegali, il raki continuò ad essere prodotto di nascosto con diversi metodi artigianali; le autorità chiudevano un occhio se la distillazione era fatta a regola d'arte.

## Caratteristiche
Il raki si ottiene soprattutto dalla doppia distillazione di uva, o fichi, o prugne, ma anche di altri prodotti come grano, patate o datteri. Può essere aromatizzato con anice (raki turco).

## Etimologia
La parola raki contiene la radice araba rak che contraddistingue, in senso lato, le bevande alcoliche. Sull'origine del vocabolo ci sono comunque diverse opinioni: alcuni sostengono che inizialmente il raki fu prodotto in Iraq e prese il nome di quel paese. Altri pensano che il nome derivi dalle uve di tipo razaki con cui viene distillato spesso. Un'altra ipotesi è che derivi dalla parola araba arak, letteralmente sudore, in quanto un consumo esagerato fa sudare molto, o anche perché in fase di distillazione scende goccia a goccia, simili alle gocce di sudore.

## Varianti

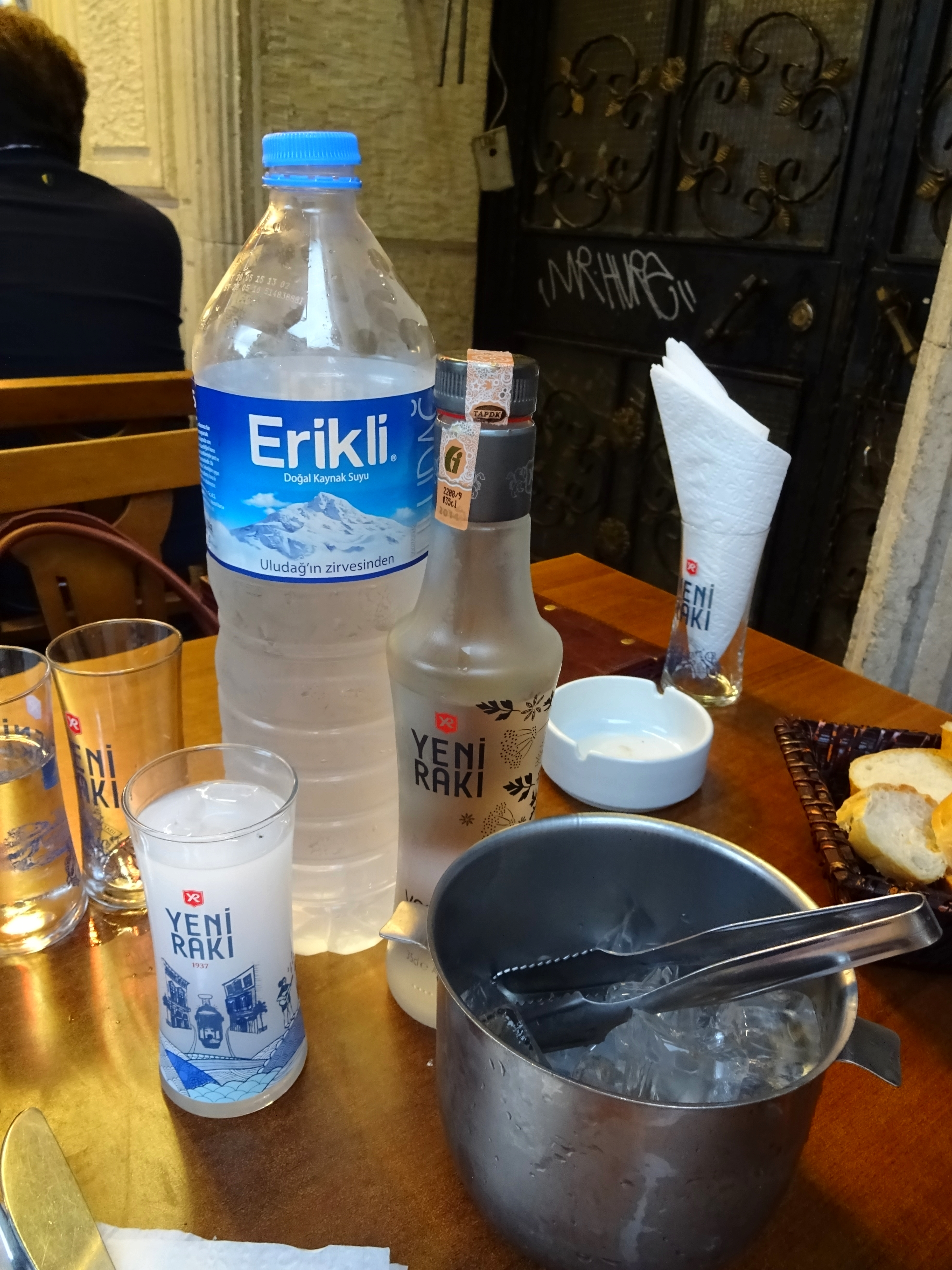
Tradizionale preparazione del raki a Istanbul

Data la varietà di materie prime dalle quali si può ottenere il raki, ne esistono diversi tipi, tra i quali il più noto è l'ouzo greco. Una versione greca ottenuta con l'aggiunta di mastice viene chiamata mastika. Il raki Zahle viene prodotto nella città libanese di Zahle. In Turchia il raki ottenuto dai residui delle uve prende il nome düz Rraki o hay raki. Nei paesi slavi è chiamato duziko il raki aromatizzato all'anice. Nelle nazioni vicine alla Turchia e nel Medio Oriente prende altri nomi, tra cui araka, araki e ariki. In Iran una bevanda alcolica distillata in modo simile al raki con uve e datteri si chiama arak. Nell'India orientale è chiamato arak un distillato della canna da zucchero. In Sri Lanka e in Malaysia l'arak è invece distillato dal succo della palma da cocco.

## Degustazione
In Turchia il raki si degusta solitamente diluito con acqua e con l'aggiunta di cubetti di ghiaccio, anche se alcuni lo bevono puro sostenendo che il ghiaccio ne compromette il gusto. Il raki si presenta incolore; mescolato con l'acqua diventa bianco. Si accompagna ad antipasti freddi e salati chiamati meze, ma non è raro berlo a tutto pasto. Le serate trascorse a cenare bevendo raki comprendono spesso cerimoniali e abitudini che fanno parte della tradizione turca. In Albania si degusta senza l'aggiunta di acqua e accompagna i pasti o anche il caffè.

## Altro
Il raki è stato importato nei paesi che hanno subìto la dominazione turca fino all'Ottocento e, in particolare, nelle isole di Cipro e di Creta. Il nome raki in Grecia è poi passato ad indicare un distillato di vinacce, come la grappa, non aromatizzato. A Creta lo stesso distillato prende il nome di tsikoudia, dal termine tsikouda (buccia d'uva).